# Eickerhöhe
Eickerhöhe ist eine Hofschaft in Halver im Märkischen Kreis im Regierungsbezirk Arnsberg in Nordrhein-Westfalen (Deutschland).

## Lage und Beschreibung
Eickerhöhe liegt auf 405 Meter über Normalnull im südwestlichen Halver an der Kreisstraße K3 zwischen Schwenke und Anschlag nahe der Grenze zu Wipperfürth auf der Wasserscheide zwischen den Flusssystemen der Wupper und der Ennepe. Nachbarorte sind Dornbach, Eickerschmitte, Auf den Eicken, Kreimendahl und Kotten. 
Nördlich verläuft die Trasse der stillgelegten Wuppertalbahn zwischen Halver und Radevormwald am Ort vorbei, in dem eine Nebenstraße nach Vorst und eine in zum Halveraner Zentrum abzweigen. Südwestlich erhebt sich mit 416,0 Meter über Normalnull eine Anhöhe.

## Geschichte
Eickerhöhe wurde erstmals 1884 urkundlich erwähnt und entstand vermutlich kurz vorher um 1780 als ein Abspliss von Auf den Eicken.
Im Jahre 1818 lebten sechs Einwohner im Ort. Eickerhöhe gehörte 1838 der Eickhöfer Bauerschaft innerhalb der Bürgermeisterei Halver an. Der laut der Ortschafts- und Entfernungs-Tabelle des Regierungs-Bezirks Arnsberg als Kotten kategorisierte Ort besaß zu dieser Zeit ein Wohnhaus. Zu dieser Zeit lebten neun Einwohner im Ort, allesamt evangelischen Glaubens.
Das Gemeindelexikon für die Provinz Westfalen von 1887 gibt eine Zahl von acht Einwohnern an, die in einem Wohnhaus lebten.
Bei Eickerhöhe verlief auf der Trasse der heutigen Kreisstraße K3 eine vermutlich frühgeschichtliche Altstraße von Schwelm über Radevormwald nach Wegerhof vorbei, die als Eisen- und Kohlenstraße genutzt wurde.